# Manuel Esteba
Manuel Esteba i Gallego, né le 7 mars 1927 à Barcelone (royaume d'Espagne) et mort le 4 février 2010 dans la même ville, est un réalisateur espagnol.

## Biographie
Manuel Esteba est le fils d'Isidro Esteba Sanahuja, producteur et distributeur de films. À l'âge de huit ans, il étudie la peinture à la Escuela de Artes y Oficios de Barcelone. Dix ans plus tard, il organise plusieurs expositions à Barcelone, Mataró, Majorque et Madrid. Dans la capitale espagnole, il étudie la philosophie et les lettres. Plus tard, il se consacre au théâtre, où il est assistant de différents metteurs en scène tels qu'Antonio Santillán, Ladislas Vajda, José María Elorrieta, Tulio Demicheli et León Klimovsky. Il entre en contact avec le cinéma en tant que continuiste et assistant metteur en scène. Il a également été scénariste et producteur délégué de certains films. En tant que réalisateur, il a tourné plus d'une douzaine de films, y compris des films érotiques.

## Filmographie
- 1967 : El aprendiz de clown
- 1967 : Une larme dans le ciel (Hola, señor Dios)
- 1969 : Agáchate, que disparan
- 1970 : Vingt Pas vers la mort (Veinte pasos para la muerte)
- 1972 : Les charognards meurent à l'aube (Una cuerda al amanecer)
- 1972 : Horror Story
- 1973 : Los Kalatrava contra el imperio del kárate
- 1975 : El despertar de los sentidos
- 1977 : Les Survivants de l'apocalypse (Más allá del fin del mundo: Espectro)
- 1978 : Cœurs violés (Trampa sexual)
- 1980 : Viciosas al desnudo
- 1981 : Sexo sangriento
- 1981 : Porno: situación límite
- 1983 : Lui et l'autre (El E.T.E. y el Oto)
- 1985 : Olímpicamente muerto